# Victor Weisskopf
Victor Frederick "Viki" Weisskopf (født 19. september 1908, død 22. april 2002) var en østrigsk-født amerikansk teoretisk fysiker. Han udførte postdoktorarbejde med Werner Heisenberg, Erwin Schrödinger, Wolfgang Pauli og Niels Bohr.